# Натула (остров)
Натула (фидж. Nacula) — холмистый вулканический остров в составе островов Ясава (входят в острова Фиджи).

## География
Натула расположен в северо-западной части Фиджи, в островной группе Ясава, является третьим по величине островом этого архипелага. Омывается водами Тихого океана. Ближайший материк, Австралия, находится в 2800 км.